# Carl Lorenz
Carl "Carly" Lorenz (Riesa, Saxònia, 27 de novembre de 1913 - Bad Liebenwerda, Brandenburg, 25 de novembre de 1993) va ser un ciclista en pista alemany, que fou professional entre 1937 i 1943.
El 1936 va prendre part en els Jocs Olímpics de Berlín, en què una medalla d'or en la prova del tàndem, formant parella amb Ernst Ihbe.
Després de la Segona Guerra Mundial va treballar inicialment com a agent de la policia de trànsit a Chemnitz. Posteriorment passà a exercir d'entrenador de ciclisme en pista.

## Palmarès
- 1934
  - Campió del Regne Unit de tàndem (amb Ernst Ihbe)
- 1936
  -  Medalla d'or als Jocs Olímpics de Berlín en tàndem